# Traité d'Amritsar
Le traité d'Amritsar a été signé le 16 mars 1846 pour régler un contentieux relatif au territoire du Cachemire après la première guerre anglo-sikhe avec l'Empire britannique.
Le traité d'Amritsar marque le début du règne princier de la dynastie Dogra, hindouiste, au Cachemire dont la population est majoritairement musulmane,. L'État princier du Jammu-et-Cachemire est établi au sein du Raj britannique.
Cette dynastie ne prend fin qu'en 1948 après la partition des Indes en 1947 par les Britanniques au moment de leur décolonisation, laissant des minorités dans les deux entités créées, l'Inde et le Pakistan, et à laquelle suit une attaque de l'armée pakistanaise qui déclenche la première guerre indo-pakistanaise de 1947.